# Rastrococcus banksiae
Rastrococcus banksiae är en insektsart som beskrevs av Williams 1985. Rastrococcus banksiae ingår i släktet Rastrococcus och familjen ullsköldlöss. Inga underarter finns listade i Catalogue of Life.